# ドイツ国債
ドイツ国債（ドイツこくさい）は、ドイツ政府の国債である。ドイツ語では連邦証券（Bundeswertpapiere）と称される。
ドイツ連邦共和国財務機構（de:Bundesrepublik Deutschland – Finanzagentur GmbH）によって発行される。ドイツ国債の信用力は高く、その利回りはユーロの指標金利となっている。このため利回りは非常に低く、2012年にはマイナスを記録している。
2012年には、クーポンが0.00%の利付2年債（Schatz）がオーバーパーで発行され、利回りがマイナスとなった（7月18日発行：-0.06%、11月14日発行：-0.02%、12月5日発行：-0.01%）。

## 種類
- Bubill - Unverzinsliche Schatzanweisungen
短期割引国債。6ヶ月物、9ヶ月物、12ヶ月物。
- Schatz - de:Bundesschatzanweisung
2年利付国庫債券
- Bobl - de:Bundesobligation
5年利付国債
- Bund - de:Bundesanleihe
10年利付、30年利付の長期国債
- ILB - Inflationsindexierte Bundeswertpapiere
物価連動債。5年物、10年物。